# 張鎮芳
張 鎮芳（ちょう ちんほう）は清末民初の政治家・官僚。北京政府の要人で、張勲復辟にも加担した。字は馨庵。

## 事跡
1892年（光緒18年）、壬辰科進士となる。以後、翰林院編修、戸部主事、北洋銀元局会弁、永七塩務局総弁、陸軍糧餉局総弁、行営営務処総弁、清理財政局総弁、禁煙局総弁、直隷銀行督理、財政総匯処幇弁、湖広総督後路軍軍需局総弁、長蘆塩運使兼護直隷梟司、湖南提法使、度支部承参行走などを歴任した。
中華民国が成立すると、1912年（民国元年）2月に署直隷都督、次いで同年3月、署河南都督に任命された。7月8日、洛陽に駐屯していた第12混成協（統領官：周符麟）の将兵が暴動を起こす（洛陽兵変）と、周とともに巡防軍巡警守衛を派遣し鎮圧。同年10月、正式に河南都督に任命され、翌年1月、民政長を兼任した。しかし、白朗討伐に無力であったため、袁世凱から罷免されてしまう。1914年（民国3年）2月、参政院参政に異動し、1915年（民国4年）の袁の皇帝即位を支持した。
1916年（民国5年）6月に袁世凱が死去すると、張鎮芳は張勲を頼る。1917年（民国6年）7月の張勲復辟の際には、内閣議政大臣、度支部尚書となった。復辟失敗後、張鎮芳は逮捕されて刑罰を科される。1920年（民国9年）に釈放された。以後は天津で塩業銀行経理兼董事長をつとめた。
1933年（民国22年）、病没。享年71。
子はおらず、甥の張伯駒が養子となった。